# Zrínyi Miklós (kémikus)
Zrínyi Miklós (Jákó, 1949. május 22. –) Széchenyi-díjas magyar kémikus, egyetemi tanár, a Magyar Tudományos Akadémia rendes tagja. Kutatási területe a kolloidkémia, ezen belül a nanorendszerek fizikai kémiája, valamint a funkcionális lágy anyagok, a polimergélek mechanikai, orvosbiológiai és termodinamikai szempontú vizsgálata. Ezenkívül publikált a szabályozott hatóanyag-leadás kérdéskörében is. 2004 és 2008 között a Budapesti Műszaki és Gazdaságtudományi Egyetem tudományos és nemzetközi ügyekért felelős rektorhelyettese.

## Életpályája
Kaposvárott végezte iskolai tanulmányait, a városi Táncsics Mihály Gimnáziumban érettségizett 1968-ban, majd az Eötvös Loránd Tudományegyetem Természettudományi Kar vegyész szakára vették fel, ahol 1974-ben diplomázott. Ezt követően az egyetem kolloidkémiai és kolloidtechnológiai tanszékén kapott állást. 1977-ben tanársegédi, 1981-ben adjunktusi beosztásba került. 1988-tól egyetemi docens. 1991-ben távozott az ELTE-ről és a Budapesti Műszaki Egyetem Vegyészmérnöki Karán kezdett el oktatni a fizikai kémiai tanszéken. 1993-ban kapta meg egyetemi tanári kinevezését. 1994-ben megbízták a tanszék vezetésével is. 1997 és 2000 között Széchenyi professzori ösztöndíjjal kutatott. 2000-ben a Budapesti Műszaki és Gazdaságtudományi Egyetem nevet felvett egyetem Vegyészmérnöki és Biomérnöki Karának tudományos bizottságának elnöke lett, majd 2004-ben az egyetem tudományos és nemzetközi ügyekért felelős rektorhelyettesévé választották. Tisztségét négy éven át töltötte be, amikor a Semmelweis Egyetem Gyógyszerésztudományi Kar Gyógyszerészeti Intézetének egyetemi tanára lett. Két évvel később az egyetem Általános Orvosi Kar Biofizikai és Sugárbiológiai Intézetébe került át, ahol a nanokémiai kutatócsoport vezetésével bízták meg. 2017-ben emeritálták. Magyarországi munkája mellett 1987 és 1989 között az Ulmi Egyetemen kutatott Humboldt-ösztöndíjjal, valamint 1996 és 2000 között három alkalommal különböző japán egyetemen volt vendégkutató.
1985-ben védte meg a kémiai tudomány kandidátusi, 1993-ban akadémiai doktori értekezését. Az MTA Fizikai Kémiai Bizottságának lett tagja. 1997 és 2004 között a Magyar Tudományos Akadémia közgyűlésének képviselője volt, majd 2007-ben az MTA levelező, 2013-ban pedig rendes tagjává választották. Ezenkívül a Magyar Kémikusok Egyesülete tevékenységében is aktív volt, 1995 és 2003 között a kolloidkémiai, reológiai és tribokémiai szakosztályának elnöke volt. 2010 és 2012 között a Magyar Akkreditációs Bizottság felügyelőbizottságának elnökeként is dolgozott. Nemzetközi téren az International Polymer Network Group tudományos bizottságának (1990–1994). Számos tudományos szakfolyóirat szerkesztőbizottságába is bekerült: Polymer Gels and Networks, Magyar Kémiai Folyóirat, Journal of Materials. Közel kétszáz tudományos közlemény szerzője vagy társszerzője és több mint tíz szabadalom birtokosa. Publikációit magyar és angol nyelven adja közre.

## Díjai, elismerései
- Buzágh Aladár-díj (1981)
- Erdey László-díj (1998)
- Szent-Györgyi Albert-díj (1999)
- Görög Jenő-díj (2000)
- Kruspér István-emlékérem (2002)
- Jedlik Ányos-díj (2003)
- Náray-Szabó István-díj (2004)
- Proszt János-díj (2005)
- A Magyar Érdemrend tisztikeresztje (2023)
- Széchenyi-díj (2024)

## Főbb publikációi
- Studies on mechanical and swelling behavior of polymer networks on the basis of the scaling concept 1–7 (Horkay Ferenccel, 1980–1988)
- Compressional modulus of swollen polyacrylamide networks (társszerző, 1988)
- Elastic free-energy in swollen polymer networks (társszerző, 1989)
- Bevezetés a polimerfizikába (Halász Lászlóval, 1989)
- Direct observation of a crossover from heterogenous traveling wave to Liesegang pattern formation (társszerző, 1991)
- Nem-gaussi tényezők hatása térhálós polimerek mechanikai és duzzadási tulajdonságaira (1992)
- On the universal growth of 2-dimensional aggregates of hydrophobed glass-beads formed at the (aqueous-solution of electrolyte)-air interfaces (társszerző, 1994)
- Computer-simulation of regular Liesegang structures (társszerző, 1995)
- Deformation of ferrogels induced by nonuniform magnetic fields (társszerző, 1996)
- Direct observation of abrupt shape transition in ferrogels induced by nonuniform magnetic field (társszerző, 1997)
- Ferrogel: a new magneto-controlled elastic medium (társszerző, 1997)
- A dynamic light scattering study on aggregation of rodlike colloidal particles (társszerző, 1997)
- Shape transition of magnetic field sensitive polymer gels (társszerző, 1998)
- Derivation of the Matalon-Packter law for Liesegang patterns (társszerző, 1998)
- Magnetism and compressive modulus of magnetic fluid containing gels (társszerző, 1999)
- Intelligent polymer gels controlled by magnetic fields (társszerző, 2000)
- Preparation and responsive properties of magnetically soft poly(N-isopropylacrylamide) gels (társszerző, 2000)
- Effect of cross-link density on the internal structure of Poly(N-isopropylacrylamide) microgels (társszerző, 2001)
- Blood pressure distribution in a Hungarian adolescent population: comparison with normal values in the USA (társszerző, 2003)
- Preparation of magnetic polystyrene latex via the miniemulsion polmerization technique (társszerző, 2004)
- A fizikai kémia alapjai I–II. (egyetemi tankönyv, 2004–2006)
- Magnetic field sensitive functional elastomers with tuneable elastic modulus (társszerző, 2006)
- Magnetic Field-Responsive Smart Polymer Composites (társszerző, 2007)
- Synthesis and swelling properties of novel pH-sensitive poly(aspartic acid) gels (társszerző, 2008)
- Liquid-Phase Synthesis of Cobalt Oxide Nanoparticles (társszerző, 2011)